# ادوارد او. ولکات
ادوارد او. ولکات (به انگلیسی: Edward O. Wolcott) سناتور سابق عضو حزب جمهوری‌خواه ایالات متحده آمریکا بود. وی در سال ۱۸۸۹ تا ۱۹۰۱ میلادی سناتور ایالت کلرادو در سنای ایالات متحده آمریکا بود.